# Another Day (Racoon)
Another Day is het derde album van de Nederlandse band Racoon. Het album is uitgebracht in april 2005 en bevat de hitsingles Love You More en Laugh About It. Another Day werd meer dan 140 000 keer verkocht in Nederland (en werd daardoor platina) en stond 82 weken in de Album Top 100. Het album was het eerste album dat sinds 4 jaar door de band werd uitgebracht. Bij het merendeel van de nummers is een aparte toetsenist (René Merkelbach) te horen, hetgeen op Racoons eerdere albums nog niet het geval was. Behalve Merkelbach werkt ook Robin van Vliet mee aan dit album.
Nadat Sony BMG in 2002 het platencontract met Racoon had beëindigd, besloot de band zich niet te haasten in de zoektocht naar een nieuwe platenmaatschappij en in alle rust aan het derde album te werken, in samenwerking met producer Michel Schoots (die gewerkt heeft met Urban Dance Squad, Ellen ten Damme en Soulwax). In het begin van 2004 tekent Racoon een contract bij PIAS (Play It Again Sam), zodat ze het album kunnen opnemen en uitbrengen. De band heeft hiervoor ongeveer 50 nummers geschreven.
Het eerste nummer dat uitgebracht wordt is Happy Family. Deze single wordt een klein succes, zeker vergeleken met de tweede single Love You More. Dit nummer bereikt de derde positie in de Nederlandse Top 40 en wordt regelmatig gedraaid op televisie en radio. Nog voor de jaarwisseling werd Racoons derde single Laugh About It uitgebracht. Dit nummer behaalde de 16e plek in de Top 40. Racoon heeft voor alle drie de singles een videoclip geproduceerd. De drie videoclips van de singles vormen samen een korte film van 15 minuten, maar zijn wel apart te bekijken. In 2006 bracht Racoon de dvd Another Night uit, een registratie van het concert van de band in Paradiso (Amsterdam). Enkele maanden later bracht Armin van Buuren een remix van 'Love You More' uit.
Door het succes van Another Day werd Racoon een van de bekendste bands in Nederland. Dit had ook gevolgen voor de verkoop van Racoons eerdere albums: zowel Till Monkeys Fly als Here We Go, Stereo werden goud (meer dan 40.000 exemplaren verkocht).

## Tracks
1. "Happy Family" – 2:45
2. "Hero's in Town" – 3:30
3. "Love You More" – 3:19
4. "Laugh About It" – 3:32
5. "Blow Your Tears" – 3:45
6. "Couple of Guys" – 2:47
7. "Got to Get Out" – 3:19
8. "Brother" – 2:45
9. "Kingsize" – 2:28
10. "Lose Another Day" – 4:07
11. "If You Know What I Mean" – 3:09
12. "Walk Away" – 2:31
13. "Hanging with the Clowns" – 3:35